# Decorazione al merito del Vorarlberg
La Decorazione al merito del Vorarlberg (in tedesco: Ehrenzeichen des Landes Vorarlberg) è un'onorificenza concessa dallo stato federato austriaco del Vorarlberg.

## Storia
La decorazione della Vorarlberg è stata istituita nel 1963 per premiare quanti abbiano compiuto servizi speciali nel campo dei lavori pubblici e privati nonché per il benessere generale, per impegni in campo culturale o che comunque abbiano contribuito a promuovere lo sviluppo del Vorarlberg.

## Classi
La medaglia dispone di due classi di benemerenza:
- Medaglia d'oro
- Medaglia d'argento

La medaglia è costituita da una croce d'argento smaltata coi colori del Vorarlberg (bianca bordata di rosso) con al centro lo stemma del Vorarlberg smaltato. Per tenente ha una croce intrecciata in argento.
Il nastro della medaglia è bianco e rosso.
Le onorificenze hanno la particolarità di non poter essere trattenute dalla famiglia dell'insignito dopo la morte di queste, ma devono essere restituite al governo del Vorarlberg.

## Insigniti notabili
- Opilio Rossi
- Franz König
- Gerd Bacher
- Hermann Gmeiner
- Kassian Lauterer
- Erwin Kräutler